# 霞喀羅古道

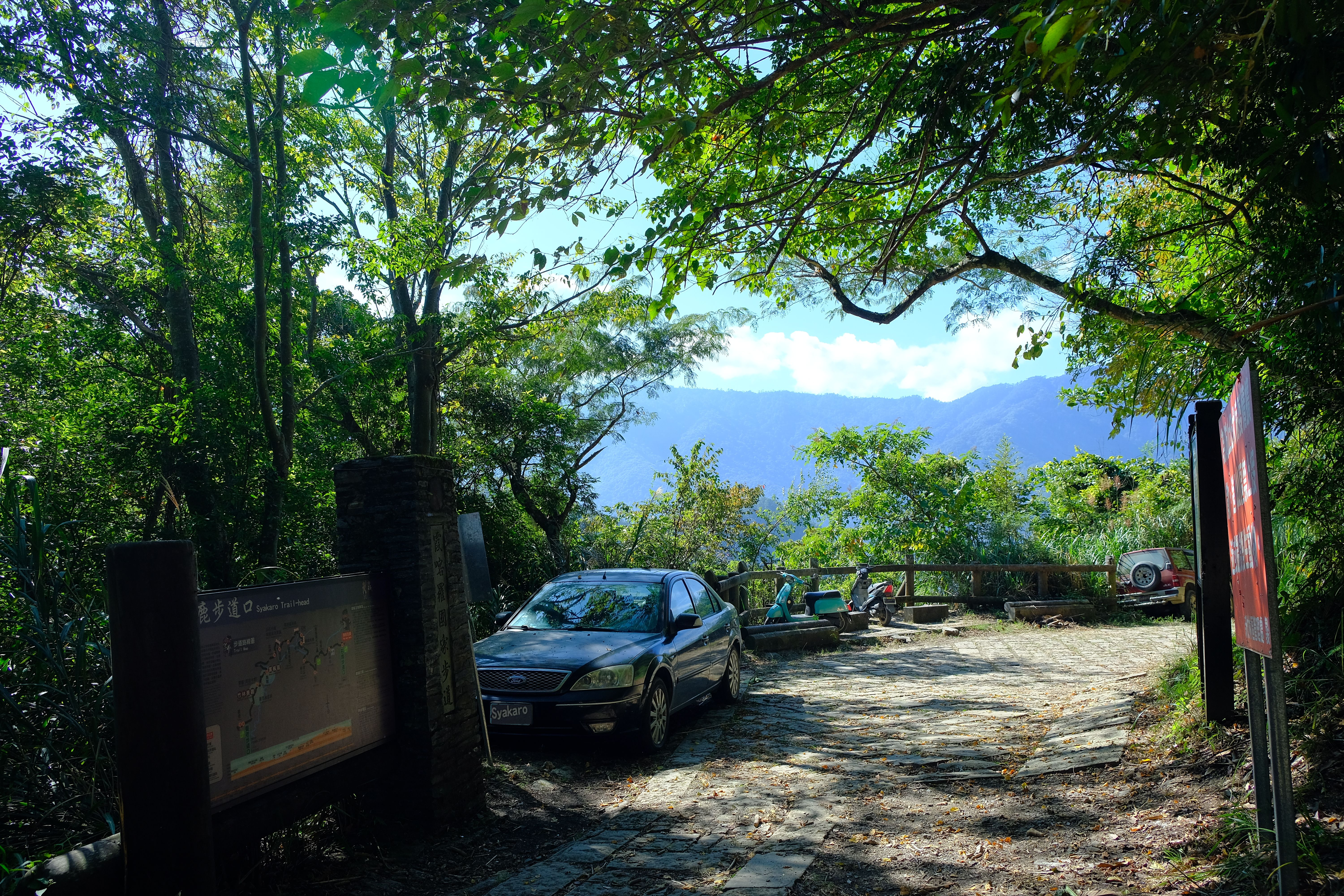
霞喀羅古道石鹿步道口

霞喀羅古道是位於台灣新竹縣境內的一條步道，又名石鹿古道、霞喀羅國家步道。

## 歷史

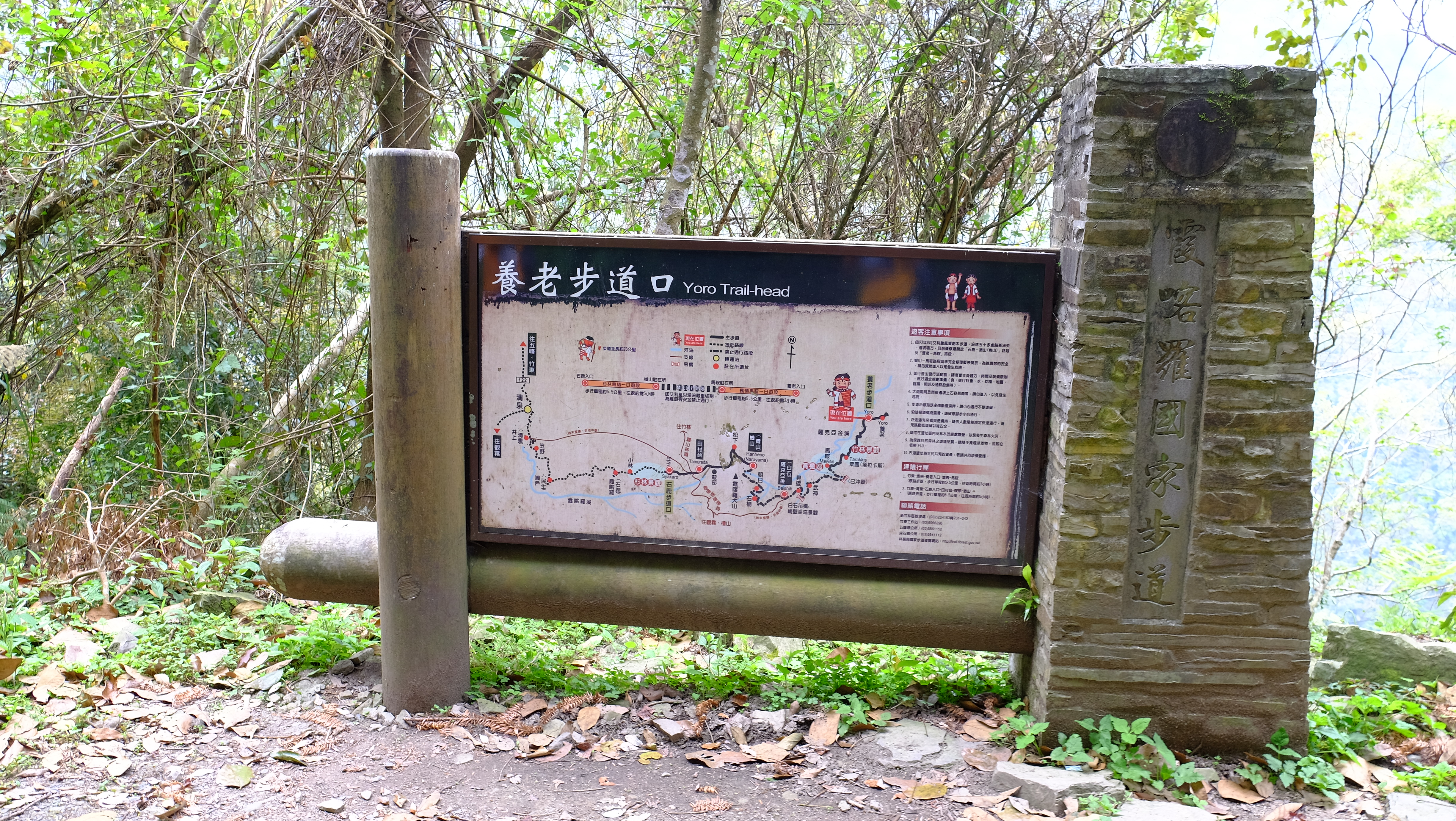
養老步道口

霞喀羅即清代文獻的石加祿，曾在開山撫番之際和林朝棟率領的清軍衝突，《淡新檔案》記載「石加祿之番只知有威，而不知有恩也」。霞喀羅古道於日治大正10年（1921年）開闢，在霞喀羅事件之後逐步興建，路線橫跨今新竹縣尖石鄉與五峰鄉，由兩條警備道路——霞喀羅警備道路、薩克亞金警備道路所構成，日治時期命名為霞喀羅、薩克亞金警備道路，在當時多為日本軍警理番之用。霞喀羅古道是由清泉向東，經民生、松本、石鹿等部落，以及田村台、白石轉東北至秀巒之步道，迄今已有90年以上的歷史，現今古道部分路線已轉為提供一般民眾遊憩、登山、健行等用途，2001年，林務局將霞喀羅古道規劃為國家步道系統的示範道路，隸屬於霞喀羅-鹿場連嶺國家步道系統。

### 步道範圍
以林務局所轄竹東事業區第50林班（石鹿附近）起，沿羅山林道南線至第124林班界為止（粟園附近），全長22.5公里。

### 步道14個駐在所遺址
霞喀羅古道沿線有14個警察官吏駐在所遺址，包括
- シャカロ（石鹿）：高度1510公尺，位民都有山東方小山頭之南向長稜上，終戰後改稱為「石鹿派出所」。[6]
- 小林：高度1652公尺，位於霞喀羅駐在所東方的第一條長稜上。
- 子：高度1780公尺，位於今日霞喀羅步道入口停車場上方，1922年4月1日設置，1924年撤廢。
- 田村台：位於高橋山與1998峰山腰上，在1917年、1920年霞喀羅事件爆發後，此地被命名為「木喀拉卡高地」。1925年開鑿鹿場連嶺道路，即以田村台為起點。
- 高橋ː因崩塌遺跡難覓。
- 松下ː 標高2043公尺，霞喀羅道路沿線最高的駐在所，位於霞喀羅大山北稜線鞍部。
- 楢山（青山）高度1978公尺，位於霞喀羅大山東南向長稜上。
- 朝日：高度1722公尺，位於霞喀羅大山東南向長稜上。
- 石楠：高度1683公尺，位朝日駐在所南方隔小溪的小支稜上。
- サカャチン（白石）：高度1630公尺，位於佐藤山北側沿稜2328峰之東北延伸稜尾上，48M的夯土圍牆是目前霞喀羅道路中，最完整的遺址之一。與北坑溪道路間之檜山警察官吏駐在所有聯絡道，昔登大霸尖山多由此駐在所出發。終戰遭改名為白石派出所，1969年改建新派出所與宿舍。
- 見返：高度1484公尺，位於薩克亞金駐在所所在的長稜稜尾，駐在所得位置突出，視野遼闊。昭和5年（1930年），薩克亞金社、馬鞍社及塔拉卡斯社，接受官方集團移住，見返駐在所撤廢。
- 武神:高度1427公尺，大正11年（1922年）4月1日設置，位布奴加里山西北稜，隔薩克亞金溪與對岸之見返駐在所相望。
- 馬鞍:高度1458公尺，大正11年（1922年）4月1日設置，位於養老山西稜小鞍部。
- タラッカス:高度1500公尺，大正9年（1920年）9月1日設置，終戰後更名為「栗園派出所」。

## 人文與自然資源

### 奧樣斷崖(Luhe Okusan)
奧樣斷崖傳說是松下駐在所日本巡查的太太，深夜中與先生吵架並遭到毆打，氣憤之餘奔向奧樣斷崖躍下自殺而得名。

### 栗園駐在所森恒太郎君之碑
桃園廳牙奧眼支廳罩蘭駐在所勤務巡查森恒太郎，於大正九年(1920年)8月27日下午4點20分，率隘勇於距罩蘭駐在所二十町之地，受到臺灣原住民之狙擊，森恒太郎巡查身中三彈，倒地遭馘首。

### 山葵溪
白石駐在所至石楠駐在所之間的溪流，泰雅語稱之為Gon Wasabi，意思乃山葵溪，今仍可發現少許山葵株。日治時期白石駐在所齋藤松五郎巡查部長，倡導種植山葵和蕎麥有成，使得當地的山葵和蕎麥成為著名山產。

### 觀霧型山椒魚（Hynobius sp.）的棲地
台灣為山椒魚分布的南限，Hzikan乃為霞喀羅古道最為陰暗潮濕路段，也是觀霧型山椒魚（Hynobius sp.）的棲地。